# اوتینگو مینه‌سوتا
اوتینگو مینه‌سوتا (به انگلیسی: Outing) یک منطقهٔ مسکونی در ایالات متحده آمریکا است که در Crooked Lake Township واقع شده‌است. اوتینگو مینه‌سوتا ۴۰۱٫۱۲ متر بالاتر از سطح دریا واقع شده‌است.